# Telamonia formosa
Telamonia formosa là một loài nhện trong họ Salticidae.
Loài này thuộc chi Telamonia. Telamonia formosa được Eugène Simon miêu tả năm 1902.